# Mistrzostwa Europy we Wspinaczce Sportowej 2015
Mistrzostwa Europy we wspinaczce sportowej 2015 – 11. edycja mistrzostw Europy we wspinaczce sportowej, która odbyła się w 2015 roku i była przeprowadzona w dwóch terminach i w dwóch miastach.
Konkurencje boulderingu przeprowadzono w austriackim Innsbrucku (w terminie 13–16 maja), a zawody w prowadzeniu, wspinaczkę na szybkość oraz w łączną przeprowadzono we Francji w Chamonix (w terminie 10–12 lipca). 
Podczas zawodów wspinaczkowych zawodnicy i zawodniczki rywalizowali w 8 konkurencjach. Zawody wspinaczkowe w "prowadzeniu" oraz we "wspinaczce na szybkość" we francuskim Chamonix rozegrano w ramach Pucharu Świata we wspinaczce sportowej 2015 roku.

## Harmonogram
Legenda
| CO | Ceremonia otwarcia | E | Eliminacje |  | Finał (ilość) |

| Austria, Innsbruck (B) | Austria, Innsbruck (B) | Austria, Innsbruck (B) | Austria, Innsbruck (B) | Austria, Innsbruck (B) | Austria, Innsbruck (B) | Austria, Innsbruck (B) |
| Maj 2015               | 13                     | 14                     | 15                     | 16                     | 17                     |                        |
| ---------------------- | ---------------------- | ---------------------- | ---------------------- | ---------------------- | ---------------------- | ---------------------- |
| Wspinaczka sportowa    | CO                     | E                      | E                      | 2                      |                        |                        |

| Wspinaczka sportowa |  | E | 4 | 2 |  |

## Konkurencje
Mężczyźni
- bouldering, prowadzenie, na szybkość i wspinaczka łączna

Kobiety
- bouldering, prowadzenie, na szybkość i wspinaczka łączna

## Uczestnicy
Zawodnicy i zawodniczki podczas zawodów wspinaczkowych w 2015 roku rywalizowali w 8 konkurencjach. Łącznie do mistrzostw świata zgłoszonych zostało 324 wspinaczy (każdy zawodnik miał prawo startować w każdej konkurencji o ile do niej został zgłoszony i zaakceptowany przez IFCS oraz organizatora zawodów). 
| 1.    | Mężczyźni | 86    | 59  | 30  | 4  |   |
| 2.    | Kobiety   | 67    | 43  | 32  | 3  |   |
| Razem | Razem     | Razem | 153 | 102 | 62 | 7 |

### Reprezentacja Polski
- Kobiety:
  - w boulderingu; Katarzyna Ekwińska (zajęła 39 miejsce), Paulina Kalandyk (41 m.), Sylwia Buczek (49 m.), a Karina Mirosław była 61.
  - we wspinaczce na szybkość Edyta Ropek (zajęła 5 miejsce), Aleksandra Mirosław (7 m.), Klaudia Buczek (9 m.), Patrycja Chudziak (15 m.), Anna Brożek (16 m.), a Monika Prokopiuk była 20.
- Mężczyźni:
  - w boulderingu; Andrzej Mechrzyński-Wiktor (zajął 20 miejsce), Jakub Główka (26 m.), a Jakub Jodłowski był 29.
  - we wspinaczce na szybkość; Marcin Dzieński (zajął 3 miejsce), Jędrzej Komosiński (16 m.), Rafał Hałasa (18 m.), a Marek Wójcik był 23.

## Medaliści
| Konkurencja                        | Złoto                                | Srebro                     | Brąz                             |
| ---------------------------------- | ------------------------------------ | -------------------------- | -------------------------------- |
| Mężczyźni                          |                                      |                            |                                  |
| bouldering (Innsbruck 16.05)       | Niemcy · Jan Hojer                   | Czechy · Adam Ondra        | Włochy · Stefan Scarperi         |
| prowadzenie (Chamonix 12.07)       | Hiszpania · Ramón Julián Puigblanqué | Czechy · Adam Ondra        | Niemcy · Sebastian Halenke       |
| wsp. na szybkość (Chamonix 11.07)  | Czechy · Libor Hroza                 | Ukraina · Danyjił Bołdyrew | Polska · Marcin Dzieński         |
| wspinaczka łączna (Chamonix 11.07) | Austria · Jakob Schubert             | Włochy · Stefano Ghisolfi  | Hiszpania · Javier Cano Blázquez |
| Kobiety                            |                                      |                            |                                  |
| bouldering (Innsbruck 16.05)       | Niemcy · Juliane Wurm                | Austria · Anna Stöhr       | Austria · Katharina Saurwein     |
| prowadzenie (Chamonix 12.07)       | Słowenia · Mina Markovič             | Słowenia · Janja Garnbret  | Austria · Jessica Pilz           |
| wsp. na szybkość (Chamonix 11.07)  | Francja · Anouck Jaubert             | Rosja · Julija Kaplina     | Rosja · Marija Krasawina         |
| wspinaczka łączna (Chamonix 11.07) | Austria · Jessica Pilz               | Słowenia · Mina Markovič   | Francja · Charlotte Durif        |

## Wyniki

### Wspinaczka na szybkość
30 zawodników i 32 zawodniczek wystartowało w eliminacjach mistrzostw świata we wspinaczce na szybkość, do fazy pucharowej zakwalifikowało się 16 wspinaczy z najlepszymi czasami. Zawody wspinaczkowe w fazie finałowej były rozgrywane systemem pucharowym w formule duel, zwycięzca z pary kwalifikował się do dalszych wspinaczek, pokonany odpadał z rywalizacji. Dodatkowo została rozegrana wspinaczka o brązowy medal pomiędzy zawodnikami, którzy odpadli na etapie rywalizacji półfinałowej.
| Klasyfikacja wspinaczki na szybkość - mężczyzn | Klasyfikacja wspinaczki na szybkość - mężczyzn | Klasyfikacja wspinaczki na szybkość - mężczyzn | Klasyfikacja wspinaczki na szybkość - mężczyzn | Klasyfikacja wspinaczki na szybkość - mężczyzn | Klasyfikacja wspinaczki na szybkość - mężczyzn | Klasyfikacja wspinaczki na szybkość - mężczyzn | Klasyfikacja wspinaczki na szybkość - mężczyzn | Klasyfikacja wspinaczki na szybkość - mężczyzn | Klasyfikacja wspinaczki na szybkość - mężczyzn |
| Mężczyźni                                      | Mężczyźni                                      | Mężczyźni                                      | Mężczyźni                                      |                                                |                                                |                                                |                                                |                                                |                                                |
| ---------------------------------------------- | ---------------------------------------------- | ---------------------------------------------- | ---------------------------------------------- | ---------------------------------------------- | ---------------------------------------------- | ---------------------------------------------- | ---------------------------------------------- | ---------------------------------------------- | ---------------------------------------------- |
| Miejsce                                        | Zawodnik                                       | Państwo                                        | Wynik                                          |                                                |                                                |                                                |                                                |                                                |                                                |
| złoto                                          | Libor Hroza                                    | Czechy                                         |                                                |                                                |                                                |                                                |                                                |                                                |                                                |
| srebro                                         | Danyjił Bołdyrew                               | Ukraina                                        |                                                |                                                |                                                |                                                |                                                |                                                |                                                |
| brąz                                           | Marcin Dzieński                                | Polska                                         |                                                |                                                |                                                |                                                |                                                |                                                |                                                |
| 4                                              | Guillaume Moro                                 | Włochy                                         |                                                |                                                |                                                |                                                |                                                |                                                |                                                |
| 5                                              | Stanisław Kokorin                              | Rosja                                          |                                                |                                                |                                                |                                                |                                                |                                                |                                                |
| 6                                              | Aleksandr Szilow                               | Rosja                                          |                                                |                                                |                                                |                                                |                                                |                                                |                                                |
| 7                                              | Dmitrij Timofiejew                             | Rosja                                          |                                                |                                                |                                                |                                                |                                                |                                                |                                                |
| 8                                              | Quentin Nambot                                 | Francja                                        |                                                |                                                |                                                |                                                |                                                |                                                |                                                |
| 9                                              | Alessandro Santoni                             | Włochy                                         |                                                |                                                |                                                |                                                |                                                |                                                |                                                |
| 10                                             | Jarosław Gontaryk                              | Ukraina                                        |                                                |                                                |                                                |                                                |                                                |                                                |                                                |
| 11                                             | Arsenij Szewczenko                             | Rosja                                          |                                                |                                                |                                                |                                                |                                                |                                                |                                                |
| 12                                             | Aleksandr Szikow                               | Rosja                                          |                                                |                                                |                                                |                                                |                                                |                                                |                                                |
| 13                                             | Bassa Mawem                                    | Francja                                        |                                                |                                                |                                                |                                                |                                                |                                                |                                                |
| 14                                             | Anton Poliakow                                 | Rosja                                          |                                                |                                                |                                                |                                                |                                                |                                                |                                                |
| 15                                             | Jewgienij Wajcechowski                         | Rosja                                          |                                                |                                                |                                                |                                                |                                                |                                                |                                                |
| 16                                             | Jędrzej Komosiński                             | Polska                                         |                                                |                                                |                                                |                                                |                                                |                                                |                                                |
|                                                |                                                |                                                |                                                |                                                |                                                |                                                |                                                |                                                |                                                |
| 17                                             | Ludovico Fossali                               | Włochy                                         |                                                |                                                |                                                |                                                |                                                |                                                |                                                |
| 18                                             | RafaŁ Hałasa                                   | Polska                                         |                                                |                                                |                                                |                                                |                                                |                                                |                                                |
|                                                |                                                |                                                |                                                |                                                |                                                |                                                |                                                |                                                |                                                |
| 23                                             | Marek Wójcik                                   | Polska                                         |                                                |                                                |                                                |                                                |                                                |                                                |                                                |
|                                                |                                                |                                                |                                                |                                                |                                                |                                                |                                                |                                                |                                                |
| 27                                             | Jakob Schubert                                 | Austria                                        |                                                |                                                |                                                |                                                |                                                |                                                |                                                |
|                                                |                                                |                                                |                                                |                                                |                                                |                                                |                                                |                                                |                                                |

| Klasyfikacja wspinaczki na szybkość - kobiet | Klasyfikacja wspinaczki na szybkość - kobiet | Klasyfikacja wspinaczki na szybkość - kobiet | Klasyfikacja wspinaczki na szybkość - kobiet | Klasyfikacja wspinaczki na szybkość - kobiet | Klasyfikacja wspinaczki na szybkość - kobiet | Klasyfikacja wspinaczki na szybkość - kobiet | Klasyfikacja wspinaczki na szybkość - kobiet | Klasyfikacja wspinaczki na szybkość - kobiet | Klasyfikacja wspinaczki na szybkość - kobiet |
| Kobiety                                      | Kobiety                                      | Kobiety                                      | Kobiety                                      |                                              |                                              |                                              |                                              |                                              |                                              |
| -------------------------------------------- | -------------------------------------------- | -------------------------------------------- | -------------------------------------------- | -------------------------------------------- | -------------------------------------------- | -------------------------------------------- | -------------------------------------------- | -------------------------------------------- | -------------------------------------------- |
| Miejsce                                      | Zawodniczka                                  | Państwo                                      | Wynik                                        |                                              |                                              |                                              |                                              |                                              |                                              |
| złoto                                        | Anouck Jaubert                               | Francja                                      |                                              |                                              |                                              |                                              |                                              |                                              |                                              |
| srebro                                       | Julija Kaplina                               | Rosja                                        |                                              |                                              |                                              |                                              |                                              |                                              |                                              |
| brąz                                         | Marija Krasawina                             | Rosja                                        |                                              |                                              |                                              |                                              |                                              |                                              |                                              |
| 4                                            | Anna Cyganowa                                | Rosja                                        |                                              |                                              |                                              |                                              |                                              |                                              |                                              |
| 5                                            | Edyta Ropek                                  | Polska                                       |                                              |                                              |                                              |                                              |                                              |                                              |                                              |
| 6                                            | Julija Lewoczkina                            | Rosja}                                       |                                              |                                              |                                              |                                              |                                              |                                              |                                              |
| 7                                            | Aleksandra Mirosław                          | Polska                                       |                                              |                                              |                                              |                                              |                                              |                                              |                                              |
| 8                                            | Jelena Timofiejewa                           | Polska                                       |                                              |                                              |                                              |                                              |                                              |                                              |                                              |
| 9                                            | Klaudia Buczek                               | Polska                                       |                                              |                                              |                                              |                                              |                                              |                                              |                                              |
| 10                                           | Ałła Marenych                                | Ukraina                                      |                                              |                                              |                                              |                                              |                                              |                                              |                                              |
| 11                                           | Jana Lugovenko                               | Ukraina                                      |                                              |                                              |                                              |                                              |                                              |                                              |                                              |
| 12                                           | Aurélia Sarisson                             | Rosja                                        |                                              |                                              |                                              |                                              |                                              |                                              |                                              |
| 13                                           | Alina Gajdamakina                            | Rosja                                        |                                              |                                              |                                              |                                              |                                              |                                              |                                              |
| 14                                           | Swietłana Motowilowa                         | Rosja                                        |                                              |                                              |                                              |                                              |                                              |                                              |                                              |
| 15                                           | Patrycja Chudziak                            | Polska                                       |                                              |                                              |                                              |                                              |                                              |                                              |                                              |
| 16                                           | Anna Brożek                                  | Polska                                       |                                              |                                              |                                              |                                              |                                              |                                              |                                              |
|                                              |                                              |                                              |                                              |                                              |                                              |                                              |                                              |                                              |                                              |
| 20                                           | Monika Prokopiuk                             | Polska                                       |                                              |                                              |                                              |                                              |                                              |                                              |                                              |
|                                              |                                              |                                              |                                              |                                              |                                              |                                              |                                              |                                              |                                              |
| 27                                           | Daria Kan                                    | Rosja                                        |                                              |                                              |                                              |                                              |                                              |                                              |                                              |
|                                              |                                              |                                              |                                              |                                              |                                              |                                              |                                              |                                              |                                              |
| 31                                           | Jessica Pilz                                 | Austria                                      |                                              |                                              |                                              |                                              |                                              |                                              |                                              |
|                                              |                                              |                                              |                                              |                                              |                                              |                                              |                                              |                                              |                                              |
| 32                                           | Mina Markovič                                | Słowenia                                     |                                              |                                              |                                              |                                              |                                              |                                              |                                              |
|                                              |                                              |                                              |                                              |                                              |                                              |                                              |                                              |                                              |                                              |

## Klasyfikacja medalowa
* Organizatorzy zawodów zostali zaznaczeni tym kolorem, Polskę  oznaczono tekstem pogrubionym.
|                    |                    |                    |   |   |   |    |   |   |   |   |   |   |
| 1                  | Austria *          | 2                  | 1 | 2 | 5 | 1  | 0 | 0 | 1 | 1 | 2 |   |
| 2                  | Niemcy             | 2                  | 0 | 1 | 4 | 1  | 0 | 1 | 1 | 0 | 0 |   |
| 3                  | Czechy             | 1                  | 2 | 0 | 3 | 1  | 2 | 0 | 0 | 0 | 0 |   |
| 3                  | Słowenia           | 1                  | 2 | 0 | 3 | 0  | 0 | 0 | 1 | 2 | 0 |   |
| 5                  | Francja *          | 1                  | 0 | 1 | 2 | 0  | 0 | 0 | 1 | 0 | 1 |   |
| 5                  | Hiszpania          | 1                  | 0 | 1 | 2 | 1  | 0 | 1 | 0 | 0 | 0 |   |
| 7                  | Rosja              | 0                  | 1 | 1 | 2 | 0  | 0 | 0 | 0 | 1 | 1 |   |
| 7                  | Włochy             | 0                  | 1 | 1 | 2 | 0  | 1 | 1 | 0 | 0 | 0 |   |
| 9                  | Hiszpania          | 0                  | 1 | 0 | 1 | 0  | 1 | 0 | 0 | 0 | 0 |   |
| 10                 | Polska             | 0                  | 0 | 1 | 1 | 0  | 0 | 1 | 0 | 0 | 0 |   |
| Ogółem (10 państw) | Ogółem (10 państw) | Ogółem (10 państw) | 8 | 8 | 8 | 24 | 4 | 4 | 4 | 4 | 4 | 4 |

Źródło: